# Hydractinia piscicola
Hydractinia piscicola är en nässeldjursart som först beskrevs av Komai 1932.  Hydractinia piscicola ingår i släktet Hydractinia och familjen Hydractiniidae. Inga underarter finns listade i Catalogue of Life.